# Disporopsis longifolia
Disporopsis longifolia är en sparrisväxtart som beskrevs av William Grant Craib. Disporopsis longifolia ingår i släktet Disporopsis och familjen sparrisväxter. Inga underarter finns listade i Catalogue of Life.